# Wincenty Witos
Wincenty Witos (IPA: [vinˈt͡sɛntɨ ˈvitɔs])
a (Wierzchosławice, 22 gennaio 1874 – Cracovia, 31 ottobre 1945) è stato un politico polacco.

## Biografia
Fu un attivista del Partito dei Contadini Polacchi (PSL) dal 1895 e leader della fazione "Piast" dal 1913. Membro del Parlamento del Sejm della Galizia dal 1908 al 1914, nel periodo 1911—1918 fu inviato al Consiglio Nazionale Austro-Ungarico a Vienna. Fu capo del Comitato di Liquidazione Polacco (in polacco: Polska Komisja Likwidacyjna) nel 1918, capo attivista del partito Polskie Stronnictwo Ludowe Piast, membro del Parlamento per il Sejm polacco dal 1919 al 1920. Fu Primo ministro della Polonia in diversi periodi, all'inizio degli anni venti (1920-1921, 1923 (Chjeno-Piast), 1926).
Nel 1926 il suo governo fu rovesciato dal colpo di stato armato condotto da Józef Piłsudski. Fu uno dei capi dell'opposizione al governo della Sanacja: capo di Centrolew nel 1929-1930, cofondatore e capo di Stronnictwo Ludowe. Witos fu imprigionato, ma scappò in seguito in Cecoslovacchia; emigrò dalla Polonia nel 1933 e vi ritornò per essere imprigionato di nuovo nel 1939 con l'invasione nazista.
Già ammalato, nel 1945 divenne uno dei vice-presidenti del Consiglio Nazionale di Stato (in polacco: Krajowa Rada Narodowa).